# Up from the Bottom
Up From the Bottom è un singolo del gruppo musicale statunitense Linkin Park, pubblicato il 27 marzo 2025 come primo estratto dalla riedizione dell'ottavo album in studio From Zero.

## Descrizione
Il brano è stato realizzato durante il periodo di pausa tra le tappe del From Zero World Tour e presenta una base midtempo propulsiva e dallo stile pop punk caratterizzata da un ritmo sostenuto di batteria e riff distorti di chitarra, con la voce di Emily Armstrong che si alterna alle parti rap rock di Mike Shinoda, con un bridge dominato da scratch e drum machine. Il testo affronta invece la lotta interiore, con l'io narrante a sentirsi intrappolato, senza via di fuga e incapace di trovare una via d'uscita.

## Promozione
Una breve anteprima del brano è stata diffusa su YouTube il 5 marzo 2025 all'interno di un episodio di LPTV From Zero in cui vengono mostrati Shinoda e Emily Armstrong registrare l'introduzione. Il 19 marzo seguente il gruppo ha rivelato il titolo e la data di uscita, con il DJ Joe Hahn che lo ha definito come «il miglior brano che abbiamo mai realizzato».

## Video musicale
Il video, diffuso nello stesso giorno, è stato diretto da Hahn e mostra il gruppo eseguire il brano.

## Tracce
Testi e musiche dei Linkin Park.
1. Up from the Bottom – 3:03

## Formazione
Hanno partecipato alle registrazioni, secondo le note di copertina dell'edizione deluxe di From Zero:
Gruppo
- Emily Armstrong – voce
- Colin Brittain – batteria
- Brad Delson – chitarra, pianoforte
- Phoenix – basso
- Joe Hahn – giradischi, campionatore, programmazione
- Mike Shinoda – voce, chitarra, tastiera, campionatore, programmazione

Produzione
- Mike Shinoda – produzione, ingegneria del suono
- Colin Brittain – coproduzione
- Brad Delson – coproduzione
- Ethan Mates – ingegneria del suono
- Neal Avron – missaggio
- Scott Skrzynski – assistenza al missaggio
- Emerson Mancini – mastering

## Classifiche
| Classifica (2025)                | Posizione massima |
| -------------------------------- | ----------------- |
| Austria                          | 7                 |
| Belgio (Fiandre)                 | 35                |
| Canada                           | 65                |
| Francia                          | 80                |
| Germania                         | 6                 |
| Grecia                           | 100               |
| Lussemburgo                      | 16                |
| Norvegia                         | 78                |
| Paesi Bassi                      | 82                |
| Polonia                          | 90                |
| Regno Unito                      | 42                |
| Regno Unito (rock & metal)       | 2                 |
| Repubblica Ceca                  | 3                 |
| Slovacchia                       | 30                |
| Stati Uniti                      | 105               |
| Stati Uniti (alternative)        | 12                |
| Stati Uniti (hard rock)          | 2                 |
| Stati Uniti (rock)               | 12                |
| Stati Uniti (rock & alternative) | 15                |
| Svizzera                         | 13                |
| Ungheria                         | 27                |